# Земмельвейс, Игнац Филипп
Игна́ц Фили́пп Зе́ммельвейс (нем. Ignaz Philipp Semmelweis [ˈɪɡnaːts ˈzɛml̩vaɪs]; венг. Semmelweis Ignác Fülöp; 1 июля 1818, Буда — 13 августа 1865, Обердёблинг под Веной) — венгерский врач-акушер, профессор, получивший прозвище «спаситель матерей» за обнаружение причин родильной горячки. Один из основоположников асептики, внедрил в медицине практику мытья рук и инструментов хлорной водой. Вошёл в историю как выдающийся хирург-гинеколог, провёл первую в Венгрии операцию на яичниках и второе кесарево сечение.
В период работы в Центральной Венской больнице Земмельвейс снизил смертность рожениц до 0,85 %, тогда как в предыдущие годы по всей Европе внутрибольничные эпидемии родильной горячки уносили жизни до 60 % пациенток и их детей. Открытие Земмельвейса опровергало сразу несколько догм, распространённых в медицине того времени, большинство коллег категорически отказывались внедрять его практику, а начальство усматривало в нём только угрозу своему положению.
Из-за сопротивления научного сообщества у Земмельвейса случился нервный срыв и развилась депрессия. В 1865 году сорокасемилетнего Земмельвейса без его согласия, обманом госпитализировали в психиатрическую лечебницу, где через две недели он умер от побоев, нанесённых ему сотрудниками клиники.
Спустя несколько десятилетий открытия Земмельвейса и его методика практического применения асептической обработки получили широкое признание, имя учёного вошло в историю, в честь него названы несколько учебных заведений и наград за заслуги в медицине.

## Биография

### Семья и ранние годы
Игнац Земмельвейс родился 1 июля 1818 года в Табане в католической семье и был пятым из десяти детей Йозефа (1778—1846) и Терезии (1789—1844, в девичестве Мюллер) Земмельвейс. Отец был уроженцем Айзенштадта, а мать — швабкой. Их род прослеживается до 1570 года, предки семьи проживали в маленькой деревне Marczfalva. Табан, историческая область Буды, с начала XVIII века заселялся этническими сербами. В Будапеште большая семья Йозефа и Терезии жила в доме на улице Апрод, 1-3. Среди нищеты и репрессий, в которых пребывала Венгрия в начале XIX века, Йозеф вёл успешную торговлю, и семья жила в достатке. По воспоминаниям окружающих, в детстве и юности Игнац был одарённым, весёлым ребёнком с лёгким характером, которого любили сверстники и учителя. В семье его имя сокращали до «Наци».

### Образование
В 1837 году Игнац Земмельвейс с отличием окончил католическую гимназию и по совету отца поступил на юридический факультет Венского университета. Спустя всего несколько недель юноша понял, что карьера военного судьи его не привлекает. Благодаря другу он попал на урок анатомии у профессора Йозефа Берреса, который проводил показательное вскрытие для своих студентов, и был так впечатлён устройством человеческого тела, что сразу же решил сменить факультет и профильный предмет и перешёл на медицинское отделение. Окончив первый курс в Вене, он вернулся в Венгрию и два года учился в медицинской школе при университете Пешта, а в 1841 году продолжил учёбу в Венском университете, медицинский факультет которого считался на тот момент самым престижным в Европе.
Сразу же после поступления, ещё в 1837 году, Земмельвейс столкнулся с языковым барьером: в его семье говорили на дунайско-швабском диалекте немецкого языка, который у венцев вызывал непонимание и высокомерное отношение. А венгерским Игнац владел слабо, так как начал заниматься им только в средней школе.
Решающее влияние на становление медицинских взглядов и развитие Земмельвейса как врача оказали три учёных: патологоанатом Карл фон Рокитанский, дерматолог Фердинанд фон Гебра и терапевт Йозеф Шкода. Фон Рокитанский, один из главных основателей патологической анатомии как науки, предоставил Земмельвейсу возможность работать в морге и проводить вскрытия всех умерших от родильной горячки. Фон Гебра был лишь на два года старше Земмельвейса и сам в прошлом учился у Шкоды и фон Рокитанского, впоследствии он стал выдающимся дерматологом и основал собственную патологоанатомическую школу. Гебра на всю жизнь стал ближайшим из друзей Земмельвейса, который спустя годы стал крёстным отцом его сына. 1 июля 1844 года Игнац поступил практикантом в Центральную Венскую больницу с перспективой через два года занять место ассистента. В августе 1844 года он получил диплом акушера, а в ноябре 1845 года — хирурга.
Любимым преподавателем у Игнаца стал профессор Якоб Коллечка, также ученик фон Рокитанского. Коллечку Земмельвейс буквально боготворил и мечтал специализироваться в патологии под его руководством. Получив по неизвестным причинам отказ, он подал заявление на место ассистента у Йозефа Шкоды, но тот уже пообещал это место другому ученику. Поступить удалось только на акушерство, которое считалось менее престижным. 1 июля 1846 года Земмельвейс подписал двухгодичный контракт на работу аспирантом-ассистентом у главы акушерского отделения профессора Йохана Клейна.

### Работа в Венской Центральной больнице
Центральная Венская больница была основана в 1763 году по приказу императрицы Марии Терезии и стала крупнейшей в мире. Чтобы сделать её лучшей по качеству медицинского обслуживания, главного врача Лукаса Боэра отправили в командировку по нескольким ведущим родильным домам в Европе, вернувшись из которой, он стал компетентным акушером и пионером «естественных родов». Боэр являлся последователем британской школы и придерживался мнения, что родильная горячка является заразной и может переноситься от больных пациентов к здоровым, поэтому необходимо тщательно соблюдать гигиену среди медперсонала, следить за чистотой палат и изолировать больных пациентов. Боэр также выступал против обучения студентов-акушеров на трупах, предлагая взамен тренажёры. В период его руководства смертность в родильном отделении составляла около 1 %.
Боэр, считающийся основателем венской школы акушерства, впал в немилость у власти после смерти Иосифа II. После серии обвинений и интриг его отправили в отставку за «несоблюдение субординации», а на пост профессора и главы акушерского отделения в начале 1823 года в Центральной Венской больнице был назначен Йохан Клейн. Ранее Боэр отзывался о Клейне как о наименее способном из всех претендентов на пост, и подобное назначение было ещё одним шагом в политической борьбе его противников. С 1823 года студенты-медики и врачи получили доступ к анатомическому отделению и стали участвовать во вскрытиях, в том числе тел рожениц, умерших от родильной горячки. Они также проводили вагинальный осмотр умерших рожениц, после чего переходили в отделение родовспоможения для осмотра рожающих. Сравнительный анализ смертности от родильной горячки относительно показателей Дублинской центральной больницы продемонстрирован на графике 3: сразу после назначения Клейна последовал резкий всплеск. С января 1833 года из-за большой загрузки решено было разделить акушерское отделение на две клиники, а в 1840-м Клейн разделил всех студентов на две группы — в 1-ю клинику набирали мужчин, учившихся на врачей, а во 2-ю — женщин, которые обучались только акушерству. В тот период в больнице принимали от шести до восьми тысяч родов в год. Прямым руководителем первой клиники являлся сам Клейн, а главой второй был назначен приглашённый из Зальцбурга профессор Франц Бартш.
1 июля 1846 года Игнац Земмельвейс был назначен первым ассистентом (старшим ординатором) 1-й клиники Центральной Венской больницы. В первые же дни работы его поразила высокая смертность рожениц от родильной горячки: к тому моменту в клинике Клейна она была выше, чем в любом другом родильном доме всей Европы. Эпидемии уносили жизни почти 20 % (в отдельные годы — свыше 30 %) женщин и новорождённых, при этом смертность в отделении Бартша, где роды принимали акушерки, редко превышала 4 %. Кроме того, в 1-м отделении родильная горячка носила характер эпидемий, а во 2-м если и случалась, то у отдельных пациенток в разных палатах. Этот факт был известен и среди простых венцев: роженицы старались любой ценой избежать попадания в 1-е отделение и стремились попасть к Бартшу, приём в клинике которого начинался после полуночи.

### Предпосылки открытия
Подавляющее большинство европейских медиков того времени опиралось на идеи гуморализма и дискразии. Считалось, что родильная горячка поражает только женщин и что её могут вызывать различные, принципиально разного рода внешние и внутренние причины: вредоносные миазмы, воля Господа, геологическо-климатические условия, эмоциональное потрясение роженицы. Были даже теории, что воспаление в области матки вызывает текущее в неправильном направлении молоко или скопившаяся за месяцы беременности менструальная кровь. Одна из теорий гласила, что причиной родильной горячки становится инфицированная сперма. Не в силах установить причины заболевания, многие медики воспринимали его как неизбежное зло, с которым невозможно бороться. По смертоносности родильная лихорадка превосходила оспу и холеру, вместе взятые: например, только в одной Пруссии за 60 лет от неё умерли 363 624 женщины. В крупнейших больницах Праги и Парижа эпидемии родовой горячки не утихали годами. Иначе обстояла ситуация в Англии: согласно документам из крупнейших больниц в государстве за три века от родильной лихорадки умерло не более 1,29 % женщин. Британские врачи считали необходимой идеальную чистоту инструментов, рук и одежды персонала, всех внутрибольничных помещений, изоляцию заболевших. В отличие от коллег на континенте, они придерживались той теории, что некий контагий распространяется через медперсонал и переносит заболевание от больных женщин к здоровым. Однако об истинных причинах родильной горячки они не имели представления, считая, что она является самостоятельной болезнью наподобие оспы или малярии. Установить возбудителя не удалось даже шотландскому хирургу-акушеру Александру Гордону, который ближе многих подошёл к разгадке и успешно справлялся с эпидемиями родильной горячки в Абердине.
Вскоре Земмельвейс стал буквально одержим целью разгадать тайну родильной горячки. Биографы относят к этому моменту первые эпизоды депрессии, которая развилась у учёного в 1850-х. Он составил подробную таблицу, в которую вносил все данные о поступивших в 1-ю и 2-ю клинику пациентках, и выяснил, что за последние шесть лет в первом отделении умерло почти 2000 женщин, а во втором — 700. В попытках приблизить условия в 1-м отделении ко 2-му, он начал копировать в мельчайших нюансах применяемую там технику: давать женщинам рожать в позе лёжа на боку, а не на спине, переносить их в палаты после родов, а не заставлять идти самостоятельно; Земмельвейс также увеличил контроль за вентиляцией палат и изменил подход к распределению лекарств. Все эти усилия оказались тщетными.
Первым успехом на пути к разгадке вопроса родильной горячки стало то, что она имеет не эпидемиологический, а эндемичный характер. Проанализировав материалы из нескольких стран за более чем 300 лет, Земмельвейс пришёл к однозначному выводу — заболевание вспыхивает только в родильных учреждениях, причём именно таких, где принят наиболее материалистический, научный подход (в том числе присутствует анатомическое отделение и студенты проводят вскрытия).
Желая проверить распространённую в то время теорию, что родильную горячку вызывает эмоциональное потрясение у роженицы, Земмельвейс решил провести эксперимент — он пригласил священника, который каждый день с колоколом обходил палаты и соборовал умирающих. Лежащие на соседних койках женщины были в ужасе, однако на смертность это никак не повлияло.
Увидев результаты таблицы, которую составил Земмельвейс, Йозеф Шкода отметил разницу в смертности между 1-й и 2-й клиниками и предложил собрать комиссию для выяснения причины. Желая избежать служебного разбирательства, Клейн обратился за помощью к министру, вопрос был снят с повестки. Лишь в марте 1847 года, когда смертность в 1-м отделении в четыре раза превысила этот показатель во 2-м, комиссия всё-таки была созвана. По её решению причиной смертности в 1-м отделении объявили неквалифицированные действия иностранных студентов-акушеров, всех их было приказано отстранить от работы. Последним уволили Земмельвейса.

### Метод Земмельвейса
Отстранённый от работы в больнице, в конце марта 1847 года Земмельвейс с двумя коллегами отправился в Венецию, чтобы отдохнуть и отвлечься от мыслей о смертоносных эпидемиях родильной горячки. Поездка подняла настроение молодому врачу, а в больнице вновь появилась вакансия акушера, и Земмельвейс вернулся обратно в Вену. Сразу же по возвращении он узнал, что во время его отсутствия умер близкий друг и наставник Коллечка. Эта смерть стала личной утратой для Земмельвейса. Выяснилось, что во время вскрытия тела умершей от родильной горячки женщины один из ассистировавших студентов поранил Коллечку скальпелем. Всего через несколько дней профессор умер от сепсиса. Изучая историю болезни и протокол вскрытия, Земмельвейс обратил внимание, что патологоанатомическая картина оказалась идентична той, что была типична для умерших от родильной горячки женщин и младенцев: в протоколе вскрытия были указаны флебит, лимфангит, пиемия и множественные метастазы. Гибель Коллечки стала решающим толчком к озарению: что родильная горячка является сепсисом, а вызывают её трупные частицы, которые с рук врачей попадают в раны матки и влагалища и так поступают прямо в кровь. Теперь Земмельвейс был уверен, что родильная горячка — инфекция, которая может передаваться от больного к здоровому. Это открытие, однако, прямо противоречило общепринятому в медицинской среде убеждению, что родильная горячка — это самостоятельное заболевание, которое поражает только женщин.
Земмельвейс уже давно обращал внимание, что после работы в анатомическом отделении от рук врачей и студентов шёл трупный запах, который оставался даже после мытья с мылом. В клинике Клейна каждую роженицу несколько раз осматривал врач и до 10 студентов, многие из которых могли до того работать в морге. Чтобы подтвердить свою гипотезу, в конце мая 1847 года Земмельвейс обязал персонал больницы перед манипуляциями с беременными и роженицами тщательно мыть руки в растворе хлорной извести, в том числе вычищать щёткой зоны под ногтями. Назначенная им процедура должна была занимать не менее 15 минут. Такой же обработке подвергали все инструменты. Кроме того, над кроватью каждой роженицы вешали табличку с именами врачей и студентов, которые с ней работали — так сразу обнаруживались ответственные за смерть пациентки. Обследовать рожениц разрешалось только сутки спустя после работы в анатомическом отделении. Благодаря этим мерам смертность среди рожениц упала с 18,27 % до 1,27 %. Тем не менее не все сотрудники приветствовали новшества — многие жаловались, что подобное мытьё рук занимает много времени, хлор раздражает и травмирует кожу рук.

### Кривая смертности в Венской Центральной больнице
20 марта 1847 года доктор Франц Брейт получил пост главы отделения акушерства в Тюбингенском университете, а на его место в роддоме Венской Центральной больницы был назначен Земмельвейс. Заметное снижение смертности в 1-й клинике наблюдалось сразу после назначения Брейта её главой, так как последний не проводил вскрытия и соответственно, его студенты не посещали морг и не переносили на руках трупных частиц. После назначения Земмельвейса главой клиники кривая смертности вновь начала расти — Земмельвейс возвращался из морга и проводил осмотры женщин в родах.
В марте 1848 года в Вене вспыхнуло восстание против Габсбургов, Земмельвейс часто не присутствовал на рабочем месте, хотя документальных свидетельств о его активном участии в протестах нет. За этот месяц ни у одной из 276 рожениц не развилась родильная горячка. То же самое произошло и в августе 1848-го. Рост смертности в 1-й клинике в ноябре 1847-го объяснялся тем, что тогда была госпитализирована пациентка с медуллярной карциномой матки. Женщину разместили на койке, с которой начинался ежедневный осмотр. Поскольку доктора мыли руки раствором хлора только перед началом обхода палаты, а между осмотрами пациенток мыли руки просто с мылом, 11 из 12 лежавших с ней в палате женщин умерли от родильной горячки. Аналогичный случай произошёл, когда госпитализировали пациентку с гангреной колена. Эти эпизоды позволили Земмельвейсу понять, что не только трупный яд, но и любые яды разлагающихся тканей могут вызвать сепсис.

### Работа в Будапеште
В марте 1849 года истёк контракт с 1-й клиникой, и Земмельвейс подал заявку на должность приват-доцента, однако получил отказ, а предыдущий контракт не продлили. Официальным предлогом стала его «политическая неблагонадёжность». Больше года ему не удавалось найти подходящего места работы и продолжить свои исследования. Фон Рокитанский, Герба и Шкода составили и подписали несколько официальных документов, адресованных руководству университета и больницы, пытаясь помочь Земмельвейсу. Молодые учёные представляли собой влиятельную группу, способную переменить отношение к открытию Земмельвейса. Под их давлением он всё-таки написал доклад и 15 мая 1850 года успешно выступил перед Медицинским обществом Вены. К тому моменту он более глубоко развил собственные идеи и больше не считал причиной родильной горячки только «трупный яд», понимая, что её могут вызывать любые разлагающиеся органические вещества.
Дебаты после выступления 15 мая продолжались до июля, и теория молодого врача уже была на грани принятия в официальную практику. Земмельвейсу присвоили звание приват-доцента и предложили должность клинического врача без права работать в анатомическом отделении и проводить вскрытия, а также принимать роды и проводить обучение студентов в родильном отделении. По одной из версий, такое предложение показалось учёному оскорбительным, а победа — недостаточно полной. Спустя пять дней, 15 октября 1850 года Земмельвейс покинул Вену и отправился в Будапешт, не предупредив никого из своих сторонников и не попрощавшись с друзьями. Согласно другому предположению, причиной такого стремительного отъезда было внезапно пришедшее понимание того, что близкий друг — Шкода — на самом деле никогда не верил в открытие Земмельвейса и лишь использовал его в политической игре.
Сам Земмельвейс, а позднее и его биографы объясняли этот поступок тем, что учёный был «в отчаянии и не в силах больше выносить сопротивление венского медицинского сообщества». Впоследствии фон Рокитанский и Герба простили Земмельвейсу его отъезд, однако в лекциях больше не упоминали, а Шкода больше не общался с ним никогда. В конце 1850-х Шкода в своих лекциях называл причинами родильной горячки «переохлаждение, перегрев, погрешности в диете, миазмы и проч.».
В Будапеште Земмельвейс открыл частную практику и одновременно направил обращение в больницу Святого Роха с предложением занять неоплачиваемый пост главного акушера. Положение в родильном отделении было настолько плачевным, что администрация больницы просто не могла отказаться: треть поступивших рожениц умирала от родильной горячки. 21 мая 1851 года он был утверждён в должности и проработал до июля 1855-го, добившись небывалого прежде снижения смертности — до 0,85 %. Внедрив свою практику мытья рук и инструментов хлорной водой, поначалу Земмельвейс не увидел никакого эффекта. Он стал инспектировать палаты на предмет источника инфекций и выяснил, что ради сокращения расходов больница пользовалась услугами самой дешёвой прачечной. Оказалось, что грязное бельё просто возвращали нестиранным на следующий день. Земмельвейс из личных средств закупил новое бельё, прачечную сменили и смертность среди рожениц резко упала до беспрецедентного показателя 0,39 %. Один из ассистентов написал об этом случае в издании Wiener Medizinische Wochenschrift. Публикация вышла с редакторской припиской «казалось, что теория дезинфекции хлором уже изжила себя <…>, не можем рекомендовать нашим читателям слепо доверять ей».
В 1855 году Земмельвейс получил звание профессора теоретической и практической гинекологии в университете Пешта, где проработал до июля 1865 года. При вступлении в должность он был представлен как перспективный исследователь и автор «широко известного открытия, которое получило признание академии наук в Вене». В 1856 году ему предложили работу и пост профессора в Цюрихе, однако Земмельвейс отказался. Тем временем на место ассистента Клейна в Венской Центральной больнице поступил Карл Браун, который позднее стал одним из главных оппонентов Земмельвейса. В 1855 году он опубликовал работу о родильной горячке, в которой на тридцати семи страницах описал тридцать вероятных причин этого заболевания.
В марте 1857 года Земмельвейс познакомился с 19-летней Марией Вейденхофер, дочерью преуспевающего купца Игнаца Вейденхофера. Три месяца спустя состоялась свадьба. Первый сын пары, Игнац, умер через два дня после рождения от гидроцефалии, вторая девочка — Мария Габриэла Антонина — во младенчестве от перитонита. Позднее родились ещё трое младших детей — Маргрет Антонина Адель (1861—1928), сын Бэла Анталь (1862—1885) и Антониа Падуя Мария (1864—1942).
Друзья, родственники и пациенты запомнили Земмельвейса как необычайно доброго, отзывчивого и внимательного врача, который в любое время дня и ночи был готов работать, если кто-то нуждался в его помощи. Он легко выходил из себя и мог быть резок с ассистентами и коллегами, особенно когда дело касалось дезинфекции, но был отходчив и быстро успокаивался. Работа была его призванием, и он выше всего ставил благополучие пациентов, был прямолинеен и не стремился снискать внимания в высших кругах. Деньги его мало интересовали, и семья жила всегда очень скромно.

### Последние годы активности
В 1858 году Земмельвейс прервал длительное молчание и прочитал семь открытых лекций, которые затем вышли в виде серии статей в Венгерском медицинском журнале. На основе этого материала в 1861-м году он выпустил книгу «Этиология, сущность и профилактика родильной горячки» (нем. Die Aetiologie, der Begriff und die Prophylaxis des Kindbettfiebers) и отправил копии ведущим врачам и медицинским сообществам Европы. Впервые в медицинской истории он описал этиологию родильной горячки и пиемии. У современников книга не имела успеха — текст её был написан сложным языком и плохо систематизирован, а кроме того, как сторонники, так и критики его теории считали, что уже имели достаточное о ней представление и внимательно изучать её смысла не видели. Однако Земмельвейс получил несколько писем от коллег с отзывами о потрясающих результатах от внедрения его метода дезинфекции рук и инструментов. Например, в 1861 году Юхан Пиппингшёльд из Финляндии прислал ему письмо, в котором приводил факты из собственной практики, подтверждавшие теорию Земмельвейса. А в 1862-м профессор Гугенберг из Санкт-Петербурга писал, что «на севере у его [Земмельвейса] метода [дезинфекции рук] огромное количество последователей, особенно среди молодых врачей». Тем не менее со всех уголков Европы приходили и негативные отзывы на книгу. Так, один из самых выдающихся врачей XIX века, французский акушер Поль Дюбуа, писал в 1858 году о рекомендациях Земмельвейса:
«Возможно, в методе Земмельвейса есть определённые плюсы, но если применять его со всей скрупулёзностью, то, например, в Париже придётся поместить персонал всех больниц в карантин на большую часть года, при том, что результаты будут в лучшем случае проблематичны».
Письма, которые Земмельвейс отправлял коллегам, стали откровенно агрессивными: он называл критиков «Неронами от науки» и прямо обвинял в убийстве пациенток. Например, доктору Хофрату он писал : «Ваше учение <…> опирается на ваше невежество. Если вы <…> намерены и дальше убеждать своих студентов и акушерок, будто родильная горячка — самая обыкновенная болезнь, я во всеуслышание объявляю вас убийцей перед Богом и людьми». Последнее открытое письмо Земмельвейса, адресованное всему акушерскому сообществу, было опубликовано в 1862 году. В нём он прямо возлагал вину за бесчисленное количество смертей женщин на коллег, отвергавших его открытие.

### Болезнь
С 1862 года психическое здоровье Земмельвейса стало ухудшаться, развилась депрессия. Часто он не мог говорить ни о чём, кроме родильной горячки. Мария Земмельвейс впервые заподозрила, что её супруг сходит с ума, 13 июля 1865 года, когда семья вернулась из гостей. На следующий день она рассказала о своих подозрениях давнему другу Игнаца Лайошу Маркусовскому, врачу из Будапешта. По её словам, муж вёл себя настолько непристойно, как может только лишившийся рассудка человек. В биографии работы профессора Вильяма Синклера упоминается, что эпизоды психоза сменялись просветлением. В один из таких моментов Земмельвейс признался жене, что чувствует, что «в его голове что-то не в порядке».
21 июля Земмельвейс посетил регулярное собрание профессоров в университете Пешта. В стенограмме собрания его фамилия упоминается дважды, в первый раз в связи с его просьбой увеличить жалованье. Это обращение являлось правомерным и уместным, так как жалованье профессорам принято было повышать раз в десять лет. Второе упоминание касается обсуждения графика лекций на следующий год. Только семь лет спустя бывший ассистент Земмельвейса Йозеф Флейшер упомянул инцидент, который впоследствии стал знаменитым: в момент, когда Земмельвейс должен был зачитать доклад о поступлении на должность лектора, он вынул из кармана брюк скомканный листок, расправил его и стал вслух зачитывать клятву акушерки. Ошеломлённые коллеги отвезли его домой. Однако Флейшер, будучи просто ассистентом, не мог присутствовать на собрании профессоров, а ни один из бывших там участников подобного инцидента не припоминал.
Спустя несколько дней после этого совещания Земмельвейса осматривал Янош Бокай, давний друг супругов и по совместительству семейный врач. В сохранившемся протоколе пациент описан как «здоровый мужчина 47 лет, который всегда был физически крепок и не жаловался на недомогания какого-либо рода <…>, по отзывам друзей и коллег был респектабельным, добродушным, справедливым, однако со страстностью, граничащей с фанатизмом, отстаивал свои научные взгляды. Тех, с кем в резкой и несдержанной форме он только что спорил о родильной горячке, через пять минут он мог от души обнимать и целовать. <…> В последние пять недель близкие заметили резкое изменение поведения: он утратил интерес к семье и работе, стал выпивать, ходить к проституткам, неряшливо одеваться, сорить деньгами». По результатам этого осмотра Земмельвейс решил отправиться на отдых в Графенберг, на юге Германии. Однако всего через несколько дней, 29 июля, профессор хирургии Янош Балаша составил заключение, согласно которому Земмельвейса надлежит отправить в Вену в больницу для душевнобольных. Три врача подписали это заключение — сам Балаша, Янош Бокай и местный врач Янош Вагнер. Ни один из них не был психиатром или психологом, протоколов осмотра или сведений об очном наблюдении не найдено. Синклер, однако, упоминает, что Балаша был убеждённым сторонником методики Земмельвейса и неоднократно ассистировал ему на операциях.
29 июля 1865 года Земмельвейс отправился в поездку, которая по его мнению должна была стать первой частью пути в Графенберг. Вместе с ним ехали супруга, новорождённая дочь, дядя супруги и ассистент Иштван Батори. Ночным поездом компания прибыла в Вену, где на вокзале их встретил Фердинанд фон Гебра. Старый друг убедил Земмельвейса ненадолго прервать поездку и заехать в гости, а также осмотреть его новую клинику. Пока Мария Земмельвейс и остальные оставались в доме Гебры с его женой, сам Фердинанд и дядя Марии отвезли Игнаца в психиатрическую клинику Allgemeines Krankenhaus. Это государственное учреждение не было среди лучших в городе, не сохранилось протокола осмотра при поступлении. Предположительно, так как дело было в субботу, квалифицированный персонал осмотрел Земмельвейса только 31-го числа, в понедельник. Гебра и дядя Марии тайно уехали, оставив Земмельвейса беседующим в саду с одним из сотрудников больницы. Дальнейшие события построены в большой степени на догадках: известно, что Земмельвейс пытался сбежать из больницы, несколько охранников силой удерживали его, затем привязали к кровати. Утром в понедельник Мария приехала в больницу, однако ей отказал в визите лично директор.

### Смерть
Медицинская карта пребывания Земмельвейса в психиатрической клинике показывает стремительное ухудшение его состояния, из 15 дней пребывания в ней описаны только девять. В записях было указано, что пациент поступил в хорошем физическом состоянии, не считая гематомы на последней фаланге среднего пальца правой руки, психическое же состояние было «крайне нестабильным». 30 июля во время прогулки по саду он «внезапно бросился на землю и начал раздеваться и кричать». Ко второму августа он уже был постоянно беспокоен, не спал ночами, речь стала спутанной, походка — неуверенной. На Земмельвейса надели смирительную рубашку и положили в одиночную палату, гематома на пальце начала расти, появились нарывы на бедре. 7 августа на пальце уже описывается гангрена. К 12 августа у пациента высокий пульс, сухой язык, спутанное сознание, зрачки не реагируют на свет. Вечером 13 августа зафиксирована смерть.
В записях были обнаружены ошибки, некоторые слова или фразы были зачёркнуты (например, в дате поступления сначала было указано 13 августа, затем первую единицу зачеркнули), не указаны имена врачей, проводивших осмотры. Нет и информации о том, кто составлял карту. Из медикаментов упоминается только касторовое масло. Обнаруживший эти записи венгерский врач и писатель Георг Силло-Сейдл предполагает, что карту составили по памяти уже после смерти Земмельвейса. Гематомы на пальце не припоминал никто из сопровождавших врача в последней поездке. При осмотре останков в 1963 году, однако было выдвинуто предположение, что на момент смерти у Земмельвейса развился остеомиелит вследствие затяжной инфекции.
С начала 1950-х в научном сообществе шла дискуссия о том, какое именно заболевание поразило Земмельвейса и послужило косвенной причиной его ранней смерти. Биографы и исследователи научного наследия Земмельвейса выдвигают разные теории о характере заболевания, которое послужило причиной резкого изменения его характера и странностей в поведении. Некоторые предполагают болезнь Альцгеймера. Официальные лица в Вене настаивали, что не сохранилось его истории болезни или иных документов, которые могли бы внести ясность в этот вопрос. В 1963 году останки Игнаца Земмельвейса эксгумировали и перенесли во двор дома, где он родился, и в настоящее время действует музей, посвящённый учёному. В начале 1977 года Георг Силло-Сейдл обнаружил в Венском архиве целую коллекцию фотокопий, касающихся болезни и смерти Земмельвейса. 2 марта того же года, спустя почти 112 лет после кончины Земмельвейса, Силло-Сейдл выступил с докладом перед венгерским Обществом истории медицины, в котором предоставил все полученные сведения.
Тело Земмельвейса отвезли в морг при институте патологии, туда же, где он сам в своё время проводил вскрытия. Аутопсию выполнял Карл фон Рокитанский, либо один из его ассистентов. Обнаруженный в 1977 году Силло-Сейдлом протокол вскрытия считается наиболее достоверным из возможных источников, хотя в нём найдены ошибки, и в целом весь документ выглядит написанным в спешке либо небрежно. Посмертный осмотр указывает на многочисленные переломы, травмы мягких тканей, обширный плеврит. Диагноз и результат вскрытия написаны другим почерком. Причиной смерти назван сепсис.
Перикардит, плеврит и последовавший сепсис были вызваны побоями. Фактически, Земмельвейса до смерти забили сотрудники лечебницы. Скоропостижная смерть учёного и подобное отношение к нему со стороны персонала лечебницы навело большинство исследователей на то, что его гибель если не подстроила, то, как минимум, приветствовала собственная семья.
15 августа 1865 года Земмельвейса похоронили на Центральном кладбище в Вене. Церемонию прощания посетили члены Венской медицинской школы, в том числе фон Рокитанский, Йозеф Шпатц, братья Карл и Густав Браун. Из венгерских друзей на похороны приехал только Лайош Маркусовский. Не было родственников, коллег из Будапешта, а Мария Земмельвейс объяснила своё отсутствие тем, что «слегла в постель» после госпитализации супруга. После смерти Земмельвейса она сменила фамилию на венгерский вариант Szemerényi. В 1891 году вдова перевезла останки Земмельвейса в фамильный склеп, а в 1965 году урну перезахоронили во дворе дома, где родился учёный.

## Влияние

### Реакция научного сообщества при жизни Земмельвейса
1 июня 1847 года адьюнкт-директор Венской Центральной больницы Карл Халлер писал, что «открытие Земмельвейса словно свежим ветром овеяло госпиталь и подарило надежду на светлое будущее», а в 1849-м — что для хирургии и акушерства ценность открытия Земмельвейса просто неизмерима. Фердинанд Гебра был убеждён, что открытие Земмельвейса не уступает по важности вакцине от оспы Эдварда Дженнера. При этом основу Венской школы составляло поколение профессоров-консерваторов, о которых хирург Теодор Бильрот отзывался как о «поколении, которое было одето в интеллектуальную смирительную рубашку, надело чёрные очки и заткнуло уши ватой, и через этот слой невозможно было пробиться молодой поросли талантов и идей».
Одним из главных оппонентов Земмельвейса стал его прямой руководитель — профессор Клейн. Он уже собирался выходить на пенсию и желал максимально избежать скандала, открытие молодого акушера мешало ему. Вместе с другими профессорами-консерваторами он начал негласную войну с Земмельвейсом. Последнего поддерживали девять молодых профессоров, которые также представляли собой влиятельную группу — например, фон Рокитанский годом ранее был избран ректором Венского Университета. Опираясь на доктрину о миазмах, Клейн связывал снижение смертности с установкой новой системы вентиляции, а не с практикой мытья рук хлорной водой. Исследователи и биографы склоняются к мнению, что профессор Клейн не питал личной антипатии к Земмельвейсу, но его открытие и поддержка молодыми учёными представляли серьёзную угрозу консервативной группе пожилых профессоров.
По совету фон Рокитанского и при помощи его ассистента доктора Лотнера Земмельвейс провёл эксперимент на кроликах — здоровым животным во влагалище вводили гной и выделения умерших от родильной горячки, после чего у зверьков развивался сепсис. Этот эксперимент подтвердил гипотезу Земмельвейса, что родильная горячка возникает из-за попадания в кровь трупных частиц. Вскоре нашлись и практические подтверждения из других клиник: например, Алоиз Беднар, врач венского детского дома, внедрил обработку рук хлорной водой у персонала, благодаря чему эпизоды сепсиса у новорождённых стали крайне редкими.
В конце 1847 года Земмельвейс и его студенты написали нескольким ведущим акушерам Европы письма, где рассказали об открытии — методике мытья рук хлорной водой — и пригласили вступить в переписку, описав свои впечатления. Однако для медиков признать правоту Земмельвейса означало признать собственное соучастие в убийстве колоссального количества женщин и их новорождённых детей. Большую часть писем проигнорировали, ответ прислали только двое. На написанное студентом Генрихом Херманн-Шварцем отозвался профессор Густав Михаэлис из Киля. Михаэлис был одним из ведущих акушеров Европы, он долгое время сам пытался решить проблему эпидемий родильной горячки. Михаэлис переправил письмо в Копенгаген коллеге Мариусу Леви. Примерно в то же время, когда Леви получил письмо, в прессе появилась статья Гебры. Оба врача внедрили практику мытья хлорной водой в своих больницах и добились значительного снижения смертности. В 1848 году Михаэлис покончил с собой после того, как от родильной горячки умерла его племянница. В предсмертной записке он сказал, что пришёл в отчаяние от того, насколько категорично большинство врачей отвергали гипотезу Земмельвейса.
В декабре 1847 года и апреле 1848 года Фердинанд Гебра, редактор венского медицинского журнала, опубликовал результаты применения методики Земмельвейса на страницах своего издания. Чарльз Руфь, который был студентом Земмельвейса, написал в лондонский журнал статью об открытии учителя, статья вышла в ноябре 1848-го. Несколько месяцев спустя Фридрих Вейгер, также бывший студент Земмельвейса, опубликовал эссе в медицинском журнале Страсбурга. 18 октября 1849 Йозеф Шкода описал открытие Земмельвейса в своей лекции, которую читал в Академии наук, однако в своём выступлении представил работы учёного в одностороннем ключе. Во-первых, рассматривался только случай с разницей в смертности между 1-й и 2-й клиникой Центральной Венской больницы. Во-вторых, исходя из доклада Шкоды, только «трупные частицы» являлись причиной родильной горячки, не упоминались такие возможные источники инфекции, как карцинома матки или гноящиеся раны. В 1851-м профессор Гельсингфорсского университета Кнут Виллебранд читал лекцию по работам Земмельвейса.
Исследователь и биограф Шервин Нуланд называет поведение Земмельвейса при продвижении его методики контрпродуктивным. Совершив своё открытие, к концу 1847 года он уже накопил значительную доказательную базу для публикации научной работы. Однако он не выступил перед медицинским сообществом с собственным подробным докладом, исследование публиковалось тезисно другими учёными. Нуланд предполагает, что главной причиной тому послужил языковой барьер, который ещё при поступлении мешал Земмельвейсу — ему сильно мешал акцент и недоставало знания литературного правильного немецкого. Будучи жителем Венгрии, но не этническим мадьяром, среди венцев он сталкивался со снобизмом и заносчивым отношением, и сам стал считать себя аутсайдером. По мнению Нуланда, это самоуничижение соседствовало с мегаломанией и твёрдой уверенностью в своей правоте.
Чувство вины за сотни смертей усугубило и ранее проявившуюся депрессию. Земмельвейс писал, что «лишь Богу известно, сколько женщин я своими руками отправил в могилу раньше уготованного им срока». Другие врачи усматривали в гипотезе Земмельвейса прямое обвинение в соучастии в убийстве тысяч женщин и детей.
Критики Земмельвейса апеллировали к тому, что врачи и студенты мыли руки с мылом после работы в анатомическом отделении и использовали отдельные инструменты. Микробиология ещё не появилась, а метод Земмельвейса, по мнению многих современников, противоречил всем предыдущим медицинским учениям. Те, кто пытался внедрить практику мытья рук хлорной водой, часто не могли продублировать блестящих результатов 1-й клиники Венской Центральной больницы, отчасти потому, что гигиена рук персонала и точное соблюдение методики контролировались плохо. Ретроспективный статистический анализ, проведённый современными учёными, подтверждает гипотезу Земмельвейса.
В 1991 году Роберт Уилсон и Тимоти Лири сформулировали выражение «рефлекс Земмельвейса», означающее «практически непреодолимое отрицание истеблишментом истин, которые противоречат устоявшимся представлениям, особенно если эти истины исходят от рядового человека, такого как все».

### Развитие идей
После смерти Земмельвейса последовал значительный регресс в продвижении асептики и дезинфекции. В Венгрии часто публиковались доклады и исследования по родильной горячке, в которых его фамилия вообще не упоминалась, а представленные мнения целиком базировались на более ранней доктрине (другая этиология, миазмы, воля Бога). Оба ассистента Земмельвейса подавали заявки на его место на кафедре акушерства, но вместо них был избран Янош Дишхер, при котором в роддоме Пешта смертность увеличилась в шесть раз. Родильное отделение в больнице Святого Роха возглавил врач по фамилии Волла, также не разделявший идей Земмельвейса, после его назначения резко увеличилось число случаев родильной горячки. В 1864 году в опросе об устройстве родильных домов Шкода, фон Рокитанский и Оппольцер утверждали, что эпидемии родильной горячки вызываются вредоносными испарениями или миазмами и настаивали на первостепенной важности улучшенной вентиляции. Земмельвейса они не упоминали и придерживались взглядов его оппонента Карла Брауна.
Примечательно, что ассистент Карла Брауна Карл Майрхофер по совету наставника в 1862 году начал изучать причины родильной горячки и постепенно пришёл к тем же выводам, которые на почти 15 лет раньше сделал Земмельвейс. Уже имея возможность пользоваться микроскопом, Мэйрхофер обнаружил в разлагающихся и гниющих тканях мельчайшие частицы, «вибрионы», которые могли при попадании в кровь вызывать сепсис. К 1865 году учёный столкнулся с тем же неприятием его открытий, которое испытал Земмельвейс, и во многом повторил трагическую судьбу коллеги. Мэйрхофер был уволен из Венской Центральной больницы, психологически сломлен, после нескольких попыток наладить частную практику в Тифлисе и Санкт-Петербурге он переехал в Франтишкови-Лазне, где умер в возрасте 45 лет.
Часто называемый создателем хирургической асептики Джозеф Листер опубликовал первые результаты своих работ в 1858 году, вплоть до 1896 года он считал первостепенной дезинфекцию ран и тканей, а не инструментов и рук врачей. Изучив сохранившиеся письма и документы, Оуэн Вангенштейн и другие исследователи утверждают, что Листер знал о работах Земмельвейса и свои открытия совершил под значительным их влиянием.

### Память
Спустя несколько десятилетий после его смерти Земмельвейс был признан основоположником асептики, его вклад в развитие медицины и борьбу с эпидемиями родильной горячки оценили по достоинству. По всему миру насчитывается множество памятников, посвящённых учёному, история его жизни стала основой для пьес, романов и кинолент.
В 1906 году в Будапеште установили памятник Игнацу Земмельвейсу с посвящением «Спасителю матерей» (скульптор Алайош Штробль). Средства на монумент пожертвовали врачи со всего мира.
В 1938 году вышел фильм о Земмельвейсе «Эти матери могли быть жить», получивший «Оскар» за лучший короткометражный фильм, снятый на одну бобину.
В 1964-м в его честь переименовали библиотеку Королевского медицинского общества в Будапеште, а в 1968-м в его бывшем доме был открыт Музей истории медицины Земмельвейса. В 1966—1967 годах во дворе Венского университета был установлен посвящённый Земмельвейсу барельеф работы скульптора Альфреда Хрдлички. В 1969 году имя Игнаца Филиппа Земмельвейса было присвоено Будапештскому медицинскому университету.
Земмельвейс изображён на почтовых марках: Венгрии (1932, 1954, 1960, 1965 и 1987 годов), ФРГ (1956), Австрии и ГДР (1965), Гренады (1973), Транскея (1992).
В 2013 году UNESCO включило работы Земмельвейса по родильной горячке в фонд программы «Память мира». Правительство Венгрии объявило 2018 год годом памяти Игнаца Земмельвейса, «спасителя матерей», по случаю двухсотлетия со дня его рождения. В том же году Национальный банк Венгрии выпустил коллекционную монету с посвящением Земмельвейсу.
В 2020-м Google разместил посвящённый ему дудл на главной странице.